# Куронь, Яцек
Я́цек Ян Ку́ронь (пол. Jacek Jan Kuroń, 3 марта 1934, Львов — 17 июня 2004, Варшава) — польский политик, один из руководителей оппозиции в период существования ПНР, историк, соучредитель «Комитета самообороны рабочих», министр труда и социальной политики в 1989—1991 и 1992—1993 годах.

## Биография
Родился во Львове, вырос в Жолибоже (район Варшавы).
С 1949 года активно участвовал в деятельности Союза польской молодёжи (СПМ). С 1952 года был штатным инструктором харцерской организации (СПХ) и вступил в Польскую объединённую рабочую партию (ПОРП). С 1953 – председатель правления СПМ Варшавского политехнического университета. В ноябре 1953 года исключён из СПМ и ПОРП за критику идеологической концепции СПМ. Вновь принят в ПОРП в 1956 году.
Окончил исторический факультет Варшавского университета (1957). Деятель независимого студенческого движения в 1960-х годах. В декабре 1956 года участвовал в съезде в Лодзи, на котором была восстановлен СПХ. Избран в Высший совет и комитет по праву и обязательствам СПХ.
С 1962 года вместе с К. Модзелевским был одним из организаторов политического дискуссионного клуба при СПМ Варшавского университета. Целью было активизировать молодёжное движение и раскритиковать власти ПОРП за отказ от программы глубоких преобразований, сформулированной после событий октября 1956 года. В результате давления Варшавского комитета ПОРП клуб был ликвидирован осенью 1963 года.
За «Открытое письмо к партии» (1964; совместно с К. Модзелевским), критиковавшее бюрократизм и классовый характер режима в Польской Народной Республике с позиций демократического социализма и антиавторитарного марксизма, с подчёркиванием противостояния политических и экономических интересов рабочего класса и центральной политической бюрократии, что должно было привести к революции, которая привела бы к созданию новой, двухпартийной системы “подлинной диктатуры пролетариата”, которая не допустила бы возрождения правящего класса и гарантировала бы свободу слова и печати. За это был приговорён к 3 годам заключения (освобождён в мае 1967 года) и вновь исключён из ПОРП. В январе 1969 года за организацию студенческих забастовок и демонстраций приговорён к трём с половиной годам заключения (освобождён условно-досрочно в сентябре 1971 года).
В сентябре 1976 года стал одним из учредителей Комитета защиты рабочих (пол. Komitet Obrony Robotników), переименованного в 1977 году в Комитет социальной самозащиты KOR (пол. KSS KOR; пол. Komitet Samoobrony Społecznej KOR), участник нелегальной печати и подпольной системы политического самообразования.
Имея в виду волнения 1970 года, когда рабочие разгромили и сожгли несколько помещений коммунистических парткомов, Яцек Куронь выдвинул ставший знаменитым лозунг: «не жгите комитеты, а создавайте свои».
Он стал одним из авторов стратегии деятельности независимого профсоюза «Солидарность» (1980). С введением военного положения 13 декабря 1981 года интернирован, в 1982 году арестован по обвинению в попытке изменения государственного строя. Освобожден по амнистии (1984).
Подпольная «Солидарность» выпустила в 1984 году серию почтовых марок с изображениями политзаключённых, в том числе Яцека Куроня.
Участник «Круглого стола» (1989), приведшего к частично свободным выборам и победе на них «Солидарности». Депутат Сейма (1989—2001); министр труда и социальной политики (1989—1990; 1992—1993). На президентских выборах 1995 года набрал 1, 647 млн голосов (9, 2 %) и занял 3-е место.
Под конец жизни критически оценивал результаты рыночных преобразований в Польше и Восточной Европе. В интервью 2001 года он заявил следующее: «Я хотел создать демократию, но не продумал, каким образом. И вот доказательство: я думал, что капитализм может реформировать сам себя, всё необходимое, например самоуправление рабочих… Вот доказательство моей слепоты… Единственное, о чём я сожалею — это о своём участии в правительстве. Моё правительство помогло людям принять капитализм». В последней своей речи в апреле 2004 года он обратился к альтерглобалистам, протестовавшим против Всемирного экономического форума в Варшаве, со словами: «Это вам, мои дорогие друзья, предстоит совершить то, на что не способны нынешние политические элиты: создать новое понимание общественного сотрудничества, внедрить идеалы свободы, равенства и социальной справедливости».
Скончался 17 июня 2004 года. Похоронен на кладбище Воинское Повонзки.
Был дважды женат. Первая жена — Гражина — была активной диссиденткой-правозащитницей, скончалась во время военного положения. Вторая жена — Данута — была активисткой подпольной «Солидарности», ректором Университета имени Яна-Юзефа Липского.
В 1970-е годы опубликовал под псевдонимом несколько криминальных романов. Официально опубликованные тексты он подписывал псевдонимами «Мацей Гайка», «Эльжбета Гражина Боруцка», «EGB».
Сын Яцека Куроня Мацей в молодости был активистом Независимого союза студентов, в Третьей Речи Посполитой — известным кулинаром и ресторатором.

## Признание
- Орден Белого орла (2 марта 1998 года)[4].
- Серебряный крест Заслуги (1961)[5].
- Орден князя Ярослава Мудрого V степени (28 июня 1999 года, Украина) — за весомый личный вклад в развитие украинско-польских отношений[6].
- Орден «За заслуги» III степени (22 июня 1999 года, Украина) — за весомый личный вклад в развитие украинско-польских отношений[7].
- Офицер ордена Почётного легиона (1993, Франция)[8].
- Ком

андор ордена «За заслуги перед Федеративной Республикой Германия» (Германия).
- Кавалер ордена Великого князя Литовского Гядиминаса (Литва).
- Медаль Памяти 13 января (9 января 1992 года, Литва)[9].
- Серебряная медаль «За заслуги» (2003, Чехия)[10].
- Орден Улыбки (2001)[11].
- Орден Ecce Homo[англ.] (2001)[12]
- Почётный гражданин Львова (3 июня 2002 года).